# パインギャップ
パインギャップ(英語: Pine Gap)は、オーストラリアにあるオーストラリアとアメリカ合衆国が共同で運用する軍事施設であり、スパイ衛星のコントロールと取得された情報の分析を行っている。ノーザンテリトリー（北部準州）にある都市アリススプリングス（Alice Springs）の約18㎞南に位置する。1988年からは公式に「パインギャップ共同防衛施設」(Joint Defence Facility Pine Gap：JDFPG)と呼ばれているが、それ以前は「共同宇宙防衛研究施設」と呼ばれていた。
この施設は、部分的に米国中央情報局(CIA)、米国国家安全保障局(NSA)、米国国家偵察局(NRO)が運用しており、エシュロン・プログラムを含むNSAの国際的情報収集業務においては、鍵となる役割を担っている。パインギャップのNSA施設の公開されている呼称はRAINFALLである。

## 施設

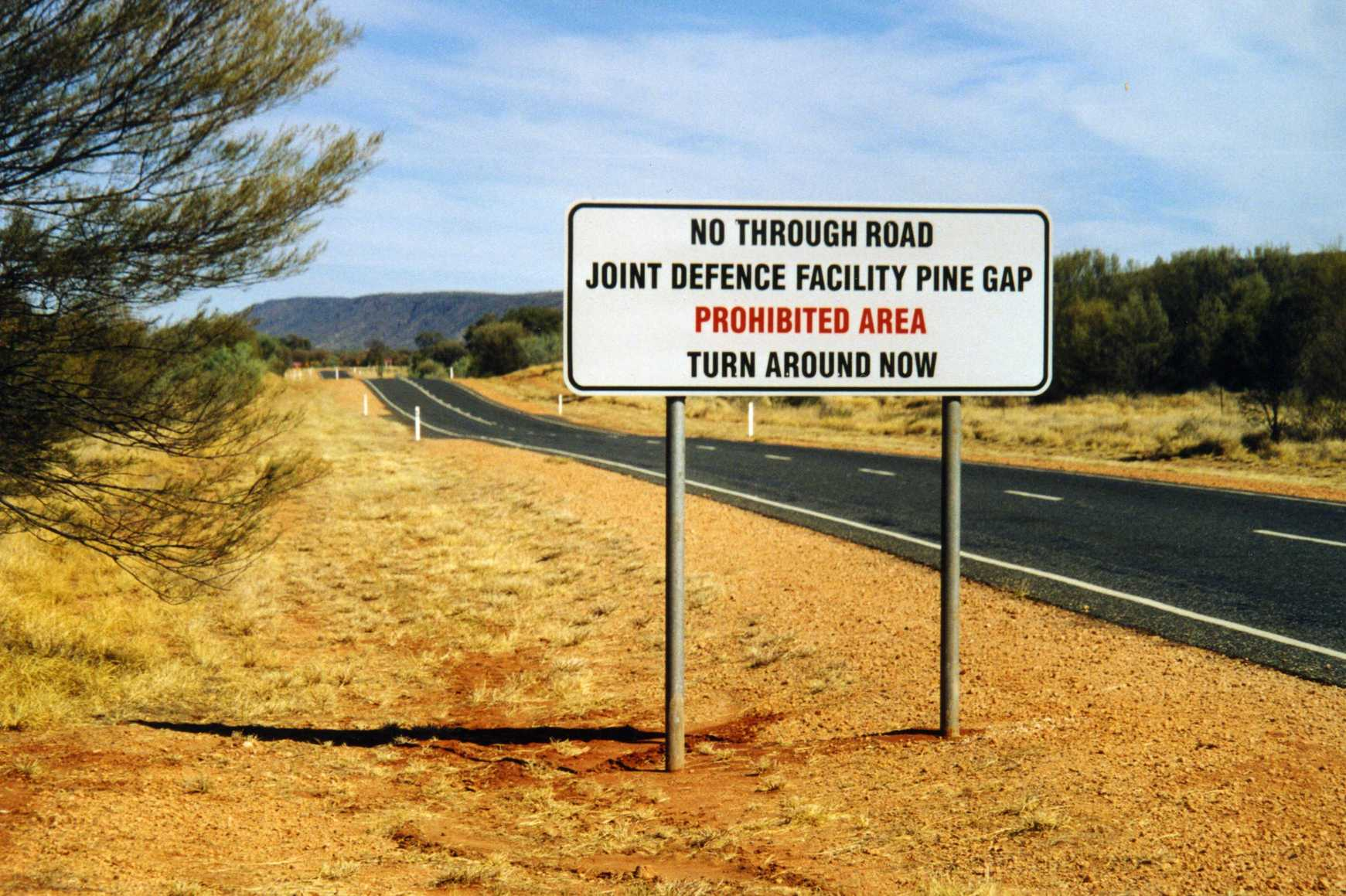
パインギャップへの接近禁止を警告する取り付け道路の標識

この施設は大規模なコンピューター・コンプレックスと14のレドームで覆われたアンテナ、および800名を超える従事者から成る。パインギャップの長期従事者の一人であった David Rosenberg は、彼が業務に当たっていた当時の施設の責任者はCIAのオフィサーであったと述べている:p 45–46。
この施設はその地理的位置によって、中国、ロシアのアジア部分、中東を含む地球の3分の1の地域を通過する米国のスパイ衛星をコントロールすることになるので、戦略的に重要な意味を持つ。中部オーストラリアが選定されたのは、信号を傍受するために公海を通航するスパイ船から距離的に隔離されているからである:p xxi
また、この施設は地域経済にとっては鍵となる存在になっている。

## 沿革
1966年末に、米国とオーストラリアが条約を締結し、「共同宇宙防衛研究施設」が創設されることになった。この施設の目的は、当初は一般向けには「宇宙研究」のためのものである説明されていた。運用は1970年に始まり、そのためにアメリカ人の400家族が中央オーストラリアに移住することになった。
1999年に、オーストラリア元老院に対して、オーストラリア政府が条約についての説明を拒み、オーストラリア国立大学のインテリジェンスの専門家、Des Ball教授は、パインギャップの説明するように要請された。
Ballによれば、1966年12月9日に、オーストラリアと米国はパインギャップ条約に署名し、パインギャップのアンテナは当初2基であったが、1999年に18基に拡張された。スタッフの数は1980年代の初期には400人であったが、1990年代には600人に増大し、現在は1000人程度と見込まれる。最大の増員は冷戦の終結後にである。
Ball は「この施設はシギント業務を行っている静止衛星のコントロールおよびデータプロセシング局である」と述べ、収集される4種の信号のカテゴリーの概要を次のように説明している。
- 弾道ミサイルなど、新型兵器の開発における、兵器の動作状態の確認のためのテレメトリー信号
- ミサイル防衛レーダーおよび防空レーダーからの送信波
- 通信衛星に向けた送信波
- 長距離無線電話などのマイクロ波送信

Ballによれば、この施設の運用分野は、「衛星局維持管理セクション」、「信号プロセシングセクション」、「信号分析セクション」の3つのセクションから成るが、最後のセクションは1980年までオーストラリアは関知することができなかった。現在では、オーストラリア人は、公式には「米国国家暗号室」に関与できないだけであり、同様にアメリカ人は「オーストラリア国家暗号室」に関与できないことになっている。毎朝「共同偵察スケジュール委員会」会合において、次の24時間はどの衛星がモニターを行うかが決定される、と述べている。
1999年の Nurrungar 共同防衛施設の閉鎖に伴い、パインギャップの一角が、弾道ミサイル発射の赤外線早期警戒システムである米空軍のDSP衛星のコントロール局のために供与された。2004年には、米国のミサイル防衛においては不可欠な要素である、新しい赤外線早期警戒システムSBIRSの運用を開始した。

### 冷戦後
冷戦の終結後は、この施設は主に中国や北朝鮮などのアジア諸国の兵器の信号や通信シグナルの傍受を主な業務として来た。アメリカ同時多発テロ事件以後は、アフガニスタンとイラクにおける戦闘をサポートするために活用された。この施設の主な機能の1つは地球の東半球における無線シグナルの発信位置の特定であり、収集された情報は米国のドローン・プログラムのために供与されている。この点については、2013年のNSAの文書が裏書しており、諜報目的や、空爆を含む軍事目的で地理情報供与する上で、パインギャップが鍵となる役割を担っているとこの文書は述べている。
2013年7月11日、NSAの従事者であったエドワード・スノーデンが暴露した文書は、パインギャップとオーストラリア内の他の3箇所およびニュージーランドの1箇所の施設が、XKeyscoreのようなシステムを含むNSAのインターネットおよび電話通話の世界的な収集システムに関与していたことを露見させた。
2017年8月に公表された他のスノーデン文書によれば、パインギャップはスパイ衛星の地球局として、次の2つの異なる任務を担っていた。
- Mission 7600  2基の静止衛星に2005年に割り当てられた、ユーラシア陸塊とアフリカの大部分の連続的なカバレージ
- Mission 8300  4基の静止衛星による、旧ソビエト連邦、中国、南アジア、東アジア、中東、東ヨーロッパ、大西洋の諸領土のカバレージ

イギリスにある、イギリス空軍の施設であるRAFメンウィズヒル (Menwith Hill station：MHS)は、これらと同様の衛星ミッションの地球局としての業務を行っている。

## フィクションへの登場
2018年にSouth Australian Film Corporationが作製し、Netflixおよびオーストラリア・ABCテレビで放映されたテレビドラマシリーズ Pine Gap は、このサイトを舞台にした政治・スパイスリラーである。

### 一般的情報源
- 1999 Joint Standing Committee on Treaties. An Agreement to extend the period of operation of the Joint Defence Facility at Pine Gap. Report 26. Parliament of the Commonwealth of Australia, October 1999.
- 2002 Craig Skehan, "Pine Gap gears for war with eye on Iraq". Sydney Morning Herald, 30 September 2002.
- 2002 MR: Australian Anti Bases Coalition
- 2003 Australian Broadcasting Corporation, Pine Gap. Retranscription of program broadcast on 4 August 2003.
- 2007 Pine Gap 6
- 2007 "Judge rejects Pine Gap house arrest bid" The Australian, 29 May.
- 2007 "Aussies eye BMD role" United Press International, 11 Jun.
- 2007 "Pine Gap protest linked to Iraq war, pacifists tell court" ABC, Australia, 5 Jun.
- 2007 Protesters get a wrist slap